# استیو (فیلم)
استیو (انگلیسی: Steve) یک فیلم به کارگردانی روپرت فرند است که در سال ۲۰۱۰ منتشر شد. از بازیگران آن می‌توان به کالین فرث و کیرا نایتلی اشاره کرد.